# (9726) 1981 EY19
(9726) 1981 EY19 (1981 EY19, 1991 GS12) — астероїд головного поясу, відкритий 2 березня 1981 року.
Тіссеранів параметр щодо Юпітера — 3,298.